# Розовый чулок
Розовый чулок — рассказ Антона Павловича Чехова. Написан в 1886 году, впервые опубликован в журнале «Осколки», 1886, № 33 от 16 августа с подписью А. Чехонте.

## Публикации
Издатель Н. А. Лейкин добавил в конец рассказа фразу: «Да нет, и не пойду. Об умном можно поговорить и с мужчинами, окончательно решает он». Об этом он написал об этом Чехову: «Рассказ Ваш „Розовый чулок“ получен. Он мне очень понравился … приделал к концу его несколько строк, еще усиливающих впечатление. Надеюсь, что за это Вы на меня не посетуете. Пойдет этот рассказ в № 33» . Чехов ответил: «Вы удлинили конец „Розового чулка“. Я не прочь получить лишние 8 копеек за лишнюю строчку, но, по моему мнению, „мужчина“ в конце не идет… Речь идет только о женщинах…».

## Сюжет
Действие рассказа происходит дома у Ивана Петровича Сомова. В один из пасмурных дней, он ходил по своему кабинету и ворчал на погоду. Рядом сидела его жена Лидочка в розовых чулочках. Она писала письмо. Иван Петрович посматривал на то, как она пишет и попросил почитать письмо. Во время чтения на него нашла оторопь. Жена писала небрежно и плохим почерком. Он сделал ей замечание: «Сплошная белиберда! Слова и фразы, а содержания ни малейшего. Всё твое письмо похоже точь-в-точь на разговор двух мальчишек: „А у нас блины ноне!“ — „А к нам солдат пришёл!“ Мочалу жуёшь! Тянешь, повторяешься… Мыслёнки прыгают, как черти в решете: не разберешь, где что начинается, где что кончается… Ну, можно ли так?»
Жена, сознавала свое невежество и потупила глазки… Сомов продолжил её укорять, на что та ответила, что во всем виновата мать, не отдавшая её учиться в гимназию. На эти слова Сомов ответил, что ненавидит образованных синих чулков и «никогда бы не женился на учёной…»
После сытной еды, приготовленной женой, Сомов стал веселей, добрей и мягче. Он решил, что зря обидел бедняжку жену. По его мнению, жена призвана «мужа любить, детей родить и салат резать, так на кой чёрт ей знания?» А с умными женщинами тяжело жить — они «требовательны, строги и неуступчивы». Сомов подумал: «…если захочется поболтать об умном, пойду к Наталье Андреевне… или к Марье Францовне».